# Rafael Albrecht
Rafael Albrecht (23. srpna 1941, San Miguel de Tucumán - 3. května 2021, Buenos Aires) byl argentinský fotbalový obránce.

## Klubová kariéra
Hrál v Argentině za Atlético Tucumán, Estudiantes de La Plata a CA San Lorenzo de Almagro a v Mexiku za Club León a Atlas FC. V roce 1968 vyhrál s týmem San Lorenzo argentinskou ligu Metropolitano.

## Reprezentační kariéra
Za reprezentaci Argentiny nastoupil v letech 1961-1969 ve 39 utkáních a dal 3 góly. Byl členem argentinské reprezentace na Mistrovství světa ve fotbale 1962, ale v utkání nenastoupil a zůstal mezi náhradníky. Byl členem argentinské reprezentace na Mistrovství světa ve fotbale 1966, nastoupil ve 3 utkáních.